# Мільсько (Любуське воєводство)
Мільсько (пол. Milsko, нім. Milzig) — село в Польщі, у гміні Забур Зеленогурського повіту Любуського воєводства.
Населення — 355 осіб (2011).
У 1975-1998 роках село належало до Зеленогурського воєводства.

## Демографія
Демографічна структура станом на 31 березня 2011 року:
|          | Загалом | Допрацездатний вік | Працездатний вік | Постпрацездатний вік |
| -------- | ------- | ------------------ | ---------------- | -------------------- |
| Чоловіки | 173     | 39                 | 120              | 14                   |
| Жінки    | 182     | 47                 | 95               | 40                   |
| Разом    | 355     | 86                 | 215              | 54                   |